# Châtillon-lès-Sons
Châtillon-lès-Sons település Franciaországban, Aisne megyében. Lakosainak száma 83 fő (2022. január 1.). Châtillon-lès-Sons Bois-lès-Pargny, Erlon, Housset, Marcy-sous-Marle, Marle, La Neuville-Housset és Sons-et-Ronchères községekkel határos.

## Népesség
A település népességének változása:
| Lakosok száma | 175  | 101  | 82   | 82   | 89   | 86   | 83   | 84   | 84   | 83   |
|               | 1968 | 1982 | 1990 | 2006 | 2013 | 2015 | 2017 | 2019 | 2020 | 2022 |